# Selección de baloncesto en silla de ruedas de Gran Bretaña
La selección de baloncesto en silla de ruedas del Reino Unido es el equipo de baloncesto en silla de ruedas que representa a Reino Unido en las competiciones internacionales.
Reino Unido ha competido en todos los torneos de baloncesto en silla de ruedas de los Juegos Paralímpicos desde el primer torneo en 1960.

## Participaciones

### Juegos Paralímpicos
| Año   | Pos.              | G | P |
| ----- | ----------------- | - | - |
| 1960  | A -               | ? | ? |
| 1960  | B -               | ? | ? |
| 1964  | A -               | ? | ? |
| 1964  | B - ?             | ? | ? |
| 1968  | Medalla de bronce | ? | ? |
| 1972  | 4°                | ? | ? |
| 1976  | ?                 | ? | ? |
| 1980  | 12º               | ? | ? |
| 1984  | ?                 | ? | ? |
| 1988  | 11º               | ? | ? |
| 1992  | 6°                | ? | ? |
| 1996  | Medalla de plata  | 5 | 3 |
| 2000  | 4°                | 4 | 4 |
| 2004  | Medalla de bronce | 4 | 4 |
| 2008  | Medalla de bronce | 6 | 2 |
| 2012  | 4°                | 4 | 4 |
| 2016  | Medalla de bronce | 6 | 2 |
| Total | ?/16              | ? | ? |

Campeonato Europeo de baloncesto en silla de Ruedas
| Año     | Pos.              | G  | P |
| ------- | ----------------- | -- | - |
| 1970    | Medalla de bronce | ?  | ? |
| 1971    | Medalla de oro    | ?  | ? |
| 1974    | Medalla de oro    | ?  | ? |
| 1991    | Medalla de bronce | ?  | ? |
| 1993    | Medalla de plata  | ?  | ? |
| 1995    | Medalla de oro    | ?  | ? |
| 1997    | Medalla de plata  | ?  | ? |
| 1999    | 4°                | ?  | ? |
| 2001-02 | 4°                | ?  | ? |
| 2003    | Medalla de bronce | ?  | ? |
| 2005    | Medalla de plata  | ?  | ? |
| 2007    | Medalla de plata  | ?  | ? |
| 2009    | Medalla de bronce | ?  | ? |
| 2011    | Medalla de oro    | ?  | ? |
| 2013    | Medalla de oro    | 8  | 0 |
| 2015    | Medalla de oro    | 6  | 2 |
| 2017    | Medalla de plata  | 6  | 2 |
| Total   | 17/23             | 20 | 4 |

## Jugadores

### Equipo actual[1]
| N.º | Nombre          | Edad    | Club actual        |
| --- | --------------- | ------- | ------------------ |
| 4   | Gaz Choudhry    | 35 años | BSR Amiab Albacete |
| 5   | Simon Brown     | 35 años | RSV Lahn Dill      |
| 6   | Kyle Marsh      | 31 años | BSR Amiab Albacete |
| 7   | Terry Bywater   | 38 años | CD Ilunion         |
| 8   | George Bates    | 26 años | Mideba Extremadura |
| 9   | Harry Brown     | 26 años | BSR Amiab Albacete |
| 10  | Abdi Jama       | 38 años | BSR Amivel         |
| 11  | Phil Pratt      | 27 años | Mideba Extremadura |
| 12  | Ian Sagar       | 39 años | RSV Lahn Dill      |
| 13  | Gregg Warburton | 24 años | CD Ilunion         |
| 14  | Lee Manning     | 31 años | BSR Amiab Albacete |
| 15  | Ben Fox         | 25 años | BSR Amiab Albacete |